# Барберино-Валь-д’Эльса
Барберино-Валь-д’Эльса (итал. Barberino Val d'Elsa) — коммуна в Италии, располагается в области Тоскана, в провинции Флоренция.
Население составляет 4204 человека (2008 г.), плотность населения составляет 64 чел./км². Занимает площадь 66 км². Почтовый индекс — 50021. Телефонный код — 055.
Покровителем коммуны почитается святой апостол Варфоломей, празднование 24 августа.

## Демография
Динамика населения:

## Администрация коммуны
- Официальный сайт: https://web.archive.org/web/20060831152429/http://www.comune.barberino-val-d-elsa.fi.it/